# Rashid Khalidi
Rashid Ismail Khalidi (Nueva York, Estados Unidos, 1948), conocido como Rashid Khalidi, es un historiador y escritor estadounidense de origen palestino y libanés, especialista en Oriente Medio. Hasta finales de 2024, fue titular de la cátedra Edward Said de Estudios Árabes de la Universidad de Columbia, en la que ha conseguido un cátedra emérita, y fue asesor de la delegación palestina en las negociaciones de paz de Madrid y de Washington entre 1991 y 1993. También fue presidente de la Middle East Studies Association, y es redactor jefe de la revista Journal of Palestine Studies. Es considerado el mayor experto estadounidense en asuntos relacionados con Palestina.

## Biografía
Rashid Khalidi nació en 1948 en el barrio neoyorquino de Manhattan. En aquel momento, su padre estaba terminando sus estudios en Nueva York, y el estallido de la guerra árabe-israelí de 1948 y la consiguiente expulsión de gran parte de la población palestina le impidió volver a su hogar. Tras establecerse definitivamente en esta ciudad, su padre, un palestino nacido en Jerusalén, trabajó en el Consejo de Seguridad de las Naciones Unidas, y su madre fue decoradora de interiores. Tras haber cursado estudios secundarios en la Escuela Internacional de las Naciones Unidas, se licenció en 1970 en la universidad de Yale, y en 1974 se doctoró en Historia por la universidad de Oxford, con una tesis sobre la política británica en el Oriente Medio antes de la Primera Guerra Mundial. Desde los años 1960 hasta 1983 vivió principalmente en Beirut, donde nacieron sus hijos y donde enseñaba en universidades.
Regresó con su familia a los Estados Unidos debido a la primera guerra del Líbano. Después de enseñar un par de años en la universidad de Columbia, en 1987 fue nombrado profesor de Historia del Oriente Medio en la universidad de Chicago, donde permaneció 16 años y donde trabó amistad con el futuro presidente de los Estados Unidos, Barack Obama. Mantuvo su puesto en Chicago hasta 2003, fecha en la que volvió a la universidad de Columbia que le había ofrecido la cátedra de Estudios Árabes.
Mientras tanto, fue asesor de la delegación palestina en las negociaciones de paz que concluyeron con la firma de los acuerdos de Oslo, entre octubre de 1991 y junio de 1993. Fue también director del Centro de Estudios Internacionales de la universidad de Chicago y presidente de la Middle East Studies Association. Es miembro del comité patrocinador de la revista cuatrimestral The Palestine-Israel Journal, fundada en 1994 por dos renombrados periodistas, el palestino Ziad AbuZayyad y el israelí Victor Cygielman. La revista es especializada en publicar material de investigación y análisis sobre política, economía y cultura desde las perspectivas de los dos bandos en conflicto.
A pesar de haber sido criticado en varias ocasiones por algunos miembros del Partido Republicano y algunos miembros de la comunidad judía, Rashid Khalidi es considerado como un académico tolerante que admite diversidad de puntos de vista. Experto en un campo a menudo muy politizado, es un erudito respetado en Estados Unidos por personas de derechas y de izquierdas.Su libro The Hundred Years War on Palestine: A History of Settler Colonialism and Resistance, 1917–2017 estuvo más de treinta semanas seguidas entre los cinco libros más vendidos de no ficción, según The New York Times.

## Obras publicadas
- British Policy towards Syria and Palestine, 1906–1914. Ithaca Press for St. Antony's College, 1980.
- Palestine and the Gulf (Coeditor), Institute for Palestine Studies, 1982.
- Under Siege: PLO Decision-making during the 1982 War. Columbia University Press, 1986.
- The Origins of Arab Nationalism (Coeditor), Columbia University Press, 1991.
- Palestinian Identity: The Construction of Modern National Consciousness, Columbia University Press, 1997.
- The Palestinians and 1948: the underlying causes of failure The War for Palestine: Rewriting the History of 1948, Eugene L. Rogan & Avi Shlaim, editores. 1ª ed. 2001, 2ª ed. 2007. Cambridge University Press. ISBN 978-0-521-69934-1.
- Resurrecting Empire: Western Footprints and America's Perilous Path in the Middle East, Beacon Press, 2004.
- The Iron Cage: The Story of the Palestinian Struggle for Statehood. Beacon Press. 2006. ISBN 0-8070-0308-5.
- Sowing Crisis: The Cold War and American Dominance in the Middle East, Beacon Press, 2009.
- Brokers of Deceit: How the U.S. Has Undermined Peace in the Middle East, Beacon Press, 2013. ISBN 978-08070-4475-9.
- The Hundred Years War on Palestine: A History of Settler Colonialism and Resistance, 1917–2017, Metropolitan Books, 2020. ISBN 978-1-627-79855-6.[1]

## Obras traducidas al español
- La reafirmación del imperio: Estados Unidos y la aventura occidental en Oriente Próximo, La Catarata, 2004. ISBN 978-84831-9186-6
- Palestina. Cien años de colonialismo y resistencia, Capitán Swing, 2023. ISBN 978-84-126199-0-4.